# Jakub Kolasz

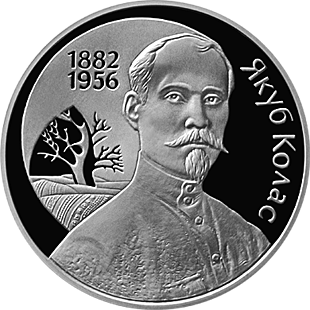
A Belarusz Nemzeti Bank ezüst emlékérméje (2002)

Jakub Kolasz (belaruszul: Якуб Колас (születési neve Kansztancin Mihajlavics Mickevics, Канстанцін Міхайлавіч Міцкевіч); Akincsici (ma Sztovbci része), 1882. november 3. – Minszk, 1956. augusztus 13.) belarusz író, költő, a Belarusz Szovjet Szocialista Köztársaság Nemzeti Költője. Janka Kupala mellett páratlan szerepet játszott a belarusz nemzeti kultúra és öntudat ébren tartásában a bolsevik rezsim idején.
Írásaiból kitűnik az egyszerű, belarusz földműves parasztság iránti szeretete. A Kolasz írói álnév jelentése búzakalász. 1928-tól a Belarusz Tudományos Akadémia tagja, majd 1929-től elnökhelyettese, 1934-től a Szovjet Írószövetség tagja. 1946-ban a Sztálin-rend első fokozatával tüntették ki a Салар, Голос земли, На запад, Моему другу, Родной путь, В майские дни, Дорогой победы című verseiért. 1949-ben a Sztálin-rend második fokozatát adományozták Kolasznak a Хата рыбака verséért. Megkapta a Vörös Zászló érdemrendet, A Munka Vörös Zászló érdemrendjét, a Nagy honvédő háború partizánja érdemérmét, és ötször tüntették ki a Lenin-renddel.

## Művei

### Vers, próza, publicisztika
Válogatás:
- Песьні-жальбы
- Родныя зьявы
- Батрак. Як Юрка збагацеў
- Крок за крокам
- Дрыгва
- Нашы дні
- Голас зямлі
- Мой дом
- Рыбакова хата
- На ростанях
- Жыве між нас геній
- Публіцыстычныя й крытычныя артыкулы

## Gyermekirodalom
- Міхасёвы прыгоды
- Рак-вусач
- На рэчцы зімой
- Вершы для дзяцей
- У старых дубах
- Раніца жыцьця

## Színművek
- Антось Лата
- На дарозе жыцьця
- Забастоўшчыкі
- Вайна вайне
- У пушчах Палесься

## Műfordítások
- Alekszandr Szergejevics Puskin: Poltava
- Tarasz Hrihorovics Sevcsenko művei
- Pavlo Hrihorjevics Ticsin művei
- Adam Mickiewicz művei
- Rabindranáth Tagore művei

## Magyarul megjelent versei
- Csillagok órája. Válogatás a Szovjetunió köztársaságainak költészetéből; Budapest, 1980, Európa Kiadó ISBN 963-07-2051-5
  - A fehéroroszokhoz
  - Visszhang
  - A föld szava
  - Géniusz él közöttünk
  - Útközben

## Fordítás
- Ez a szócikk részben vagy egészben  a   Yakub Kolas  című angol Wikipédia-szócikk fordításán alapul.  Az eredeti cikk szerkesztőit annak laptörténete sorolja fel. Ez a jelzés csupán a megfogalmazás eredetét és a szerzői jogokat jelzi, nem szolgál a cikkben szereplő információk forrásmegjelöléseként.